# Harold Fox
Harold Fox (nacido el 29 de agosto de 1949 en Hyattsville, Maryland) es un exjugador de baloncesto estadounidense que disputó una temporada en la NBA. Con 1,88 metros de estatura, lo hacía en la posición de base.

## Trayectoria deportiva

### Universidad
Tras pasar dos años en el Community College de Brevard, jugó durante dos temporadas con los Dolphins de la Universidad de Jacksonville, en las que promedió 19,9 puntos, 6,5 asistencias y 2,8 rebotes por partido. Acabó su carrera como el sexto mejor anotador de la historia de los Dolphins, y con la tercera mejor marca de asistencias en una temporada, con 196 en 1972.

### Profesional
Fue elegido en la decimoquinta posición del Draft de la NBA de 1972 por Buffalo Braves, y también por los Pittsburgh Condors en el Draft de la ABA, eligiendo la primera opción. Pero solo llegó a disputar 10 partidos, en los que promedió 3,1 puntos y 1,0 asistencias antes de ser despedido.

## Estadísticas de su carrera en la NBA

### Temporada regular
| Temporada | Edad | Equipo         | Liga | P  | TIT | MIN | TC  | TCA | %TC  | TL  | TLA | %TL  | R.OF. | R.DEF. | REB | ASIS | FP  | PTS |
| 1972-73   | 23   | Buffalo Braves | NBA  | 10 |     | 8.4 | 1.2 | 3.2 | .375 | 0.7 | 0.8 | .875 |       |        | 0.8 | 1.0  | 0.7 | 3.1 |
| Total     |      |                | NBA  | 10 |     | 8.4 | 1.2 | 3.2 | .375 | 0.7 | 0.8 | .875 |       |        | 0.8 | 1.0  | 0.7 | 3.1 |